# Élections au Venezuela

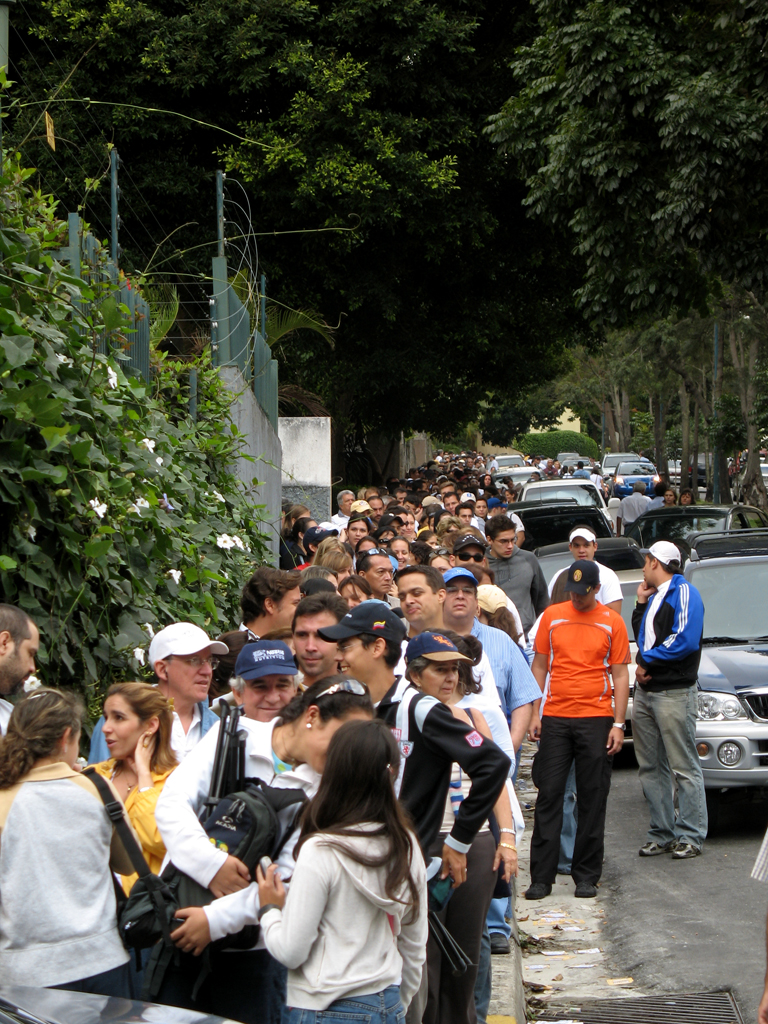
Les électeurs font la queue dans un bureau de vote à Caracas (2006)

Cet article traite des élections au Venezuela.
Tous les Vénézuéliens âgés de plus 18 ans et inscrits au Conseil national des élections (Consejo Nacional Electora) peuvent participer aux élections présidentielle, parlementaires et municipales.
Les Vénézuéliens élisent au niveau national un chef d'État - en l'occurrence un président - et des députés. Le président est élu par le peuple pour un mandat de six ans renouvelables. Le pouvoir législatif n'est exercé que par une seule chambre. À l'Assemblée nationale (Asamblea Nacional), siègent 167 députés (deputados) désignés pour cinq ans. Le nombre de députés a été revu à la hausse en 2005 pour refléter la croissance démographique. Trois députés ont un statut spécial : ils sont élus par les indigènes.
En 2018, l'assemblée est ainsi composée de 167 sièges dont les membres sont choisis pour cinq ans selon un mode de scrutin parallèle à un tour. Ainsi, 113 députés sont élus au scrutin uninominal majoritaire à un tour dans autant de circonscriptions électorales, tandis que 51 députés élus au scrutin proportionnel plurinominal de liste dans une unique circonscription nationale. Enfin, 3 sièges sont réservés aux indigènes,.

## Liste d'élections
Présidentielles :
- Élection présidentielle vénézuélienne de 2000
- Élection présidentielle vénézuélienne de 2006
- Élection présidentielle vénézuélienne de 2012
- Élection présidentielle vénézuélienne de 2013
- Élection présidentielle vénézuélienne de 2018

Législatives :
- Élections législatives vénézuéliennes de 2005
- Élections législatives vénézuéliennes de 2010
- Élections législatives vénézuéliennes de 2015
- Élections législatives vénézuéliennes de 2020

Constituantes :
- Élections constituantes vénézuéliennes de 2017

## Sources
- (en)/(es) Cet article est partiellement ou en totalité issu des articles intitulés en anglais « Elections in Venezuela » (voir la liste des auteurs) et en espagnol « Anexo:Elecciones en Venezuela » (voir la liste des auteurs).

- (en) Cet article est partiellement ou en totalité issu de l’article de Wikipédia en anglais intitulé « National Assembly (Venezuela) » (voir la liste des auteurs).